# 月の子ども
『月の子ども』（西: El Niño de la luna）は、1989年のスペイン映画である。

## 出演
- マリベル・マルタン - ビクトリア
- リサ・ジェラルド - ジョルジーナ
- エンリコ・サルダナ - ダビ
- ギュンター・マイスナー

## あらすじ
孤児院で育てられた超能力者の少年は、超能力者養成機関に引き取られる。
機関では超能力者「月の子ども」を人為的に産み出そうとしていた…。